# Henry Groen
Henry Groen (1957) is een Nederlandse beiaardier.
Na een loopbaan in het onderwijs, studeerde hij beiaard aan de Nederlandse Beiaardschool in Amersfoort bij Peter Bakker en Bernard Winsemius. Hij behaalde in 1986 het diploma Uitvoerend Musicus. 
Groen componeerde en arrangeerde muziek voor beiaard en was stadsbeiaardier van Apeldoorn, Barneveld, Dordrecht, Ede, Gouda en Wageningen.
Naast het bespelen van de torenmuziekinstrumenten legde hij zich toe op het adviseren van gemeentes bij restauraties en renovaties van beiaarden. Met Boudewijn Zwart vormde hij het Nederlands Carillon Duo en organiseerde hij tal van projecten. Hij had een drukke concertpraktijk in binnen- en buitenland.
Wegens ernstig hersenletsel moest hij in 2003 zijn werkzaamheden beëindigen.

## Discografie
- Bachs Luitsuites voor carillon (samen met Boudewijn Zwart)
- Beiaarden van de Veluwe (samen met Freek Bakker en Boudewijn Zwart)
- Torenmuziek Dordrecht (zeven CD's - samen met Boudewijn Zwart)

- Virtual International Authority File: 441154260459524480008